# Vicente Cechelero
Vicente Cechelero (Ascurra, 13 de janeiro de 1950
— Navegantes, 16 de abril de 2000) foi um poeta e crítico literário brasileiro.

## Vida
Em 1963, no colégio São Paulo, em Ascurra, escreveu as primeiras canções. Em 1968, estudante em Curitiba, aderiu à luta contra a ditadura militar. Radicou-se em São Paulo em 1969, participou do Jogral do Teatro Casarão, recitando Brecht com Maria Cohen e outros.
Ingressou no curso de Letras da Universidade de São Paulo. Colabora na imprensa com crítica literária, trabalhou com revisão e tradução. Nilo Scalzo publicou poemas seus no suplemento literário de O Estado de S. Paulo. Bacharelou-se em 1980 e, com bolsa, foi para a Espanha, onde se especializou em filologia e língua espanhola (Madri, 1981), com Manuel Alvar (orientador), além de Carlos Bousoño, Luis Rosales, Antonio Quilis e outros. Iniciou mestrado na USP. Colaborou com O Estado de S. Paulo, Folha de S.Paulo e Isto É.

## Obras
- Publicações in International Poetry Year Book 1988, Universidade do Colorado, EUA, 1988
- Só Matéria do Mundo, São Paulo, 1991 - premiado pela Academia Brasileira de Letras (Prêmio Olavo Bilac) em 1993 e pela APCA (Melhor Livro de Poesia) em 1991[3]
- Antologia da Nova Poesia Brasileira, Rio de Janeiro, 1992
- A Língua das Sombras , São Paulo, 1997